# Bf 110
A Bf 110 vagy Me 110 a II. világháború idején használt német kétmotoros nehéz vadászrepülőgép, melyet a Bayerische Flugzeugwerke (Bf, Bajor Repülőgépgyár) tervezett és gyártott. Később Willy Messerschmitt vette át a gyárat. Távolsági vadásznak tervezték, hogy a távolsági bombázók vadászkíséretét oldja meg, de az angliai csata bebizonyította, hogy mozgékonyságban nem veszi fel a versenyt az angol vadászgépekkel, ezért vadászbombázó, csatarepülő és éjszakai vadász változatát is kialakították. Leginkább csatarepülőként alkalmazták már 1941 végétől kezdve.

## Története

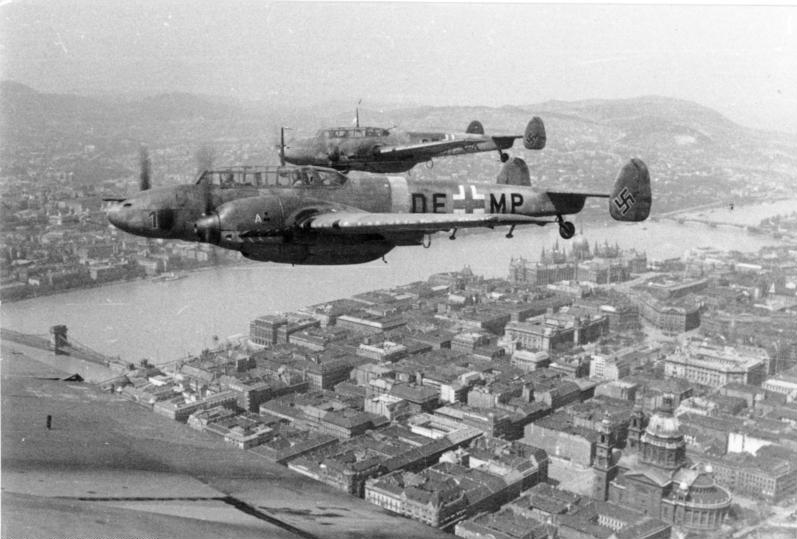
Két Messerschmitt Bf 110 Budapest felett 1944-ben

A repülőgép először 1936-ban emelkedett levegőbe. A repülőgépet ellenséges bombázók és vadászgépek elleni harcra tervezték. A Junkers Jumo 210-es motorok kezdetben sok gondot okoztak. A C változattól kezdve már megbízhatóbb és nagyobb teljesítményű DB 601-es motorral szerelték fel a gépeket.
A modell a második világháború elején igen sikeres volt a lassú és gyenge fegyverzetű lengyel vadászokkal szemben, később Skandináviában és Franciaországban is jól teljesített. Az angliai csata során viszont lassúsága és rossz manőverezőképessége miatt súlyos veszteségeket szenvedett, az angol vadászrepülőgép-típusok messze felülmúlták.
A későbbi modelleket felderítőként, elfogóvadászként és vadászbombázóként alkalmazták. Kísérletek történtek éjszakai vadász változatokkal is, és ez hozta el a típus reneszánszát. A rádiólokátorral felszerelt Bf 110-esek jól beváltak, különösen megnövelte hatékonyságukat a kabin mögé később beépített ferdén előre-fölfelé tüzelő két 20 mm-es gépágyú (Schräge Musik). Ezek segítségével a bombázó alatt repülve a bombázó védőfegyvereinek holtteréből támadhatta a RAF nehézbombázóit. Az amerikai gépeken volt alsó géppuskatorony is. A háború végére ebben a szerepkörben is elavult, ennek ellenére az utolsó napokig szolgálatban maradt. Néhány példányt a Magyar Királyi Honvéd Légierő is üzemeltetett.

## A Bf 110 alkalmazása

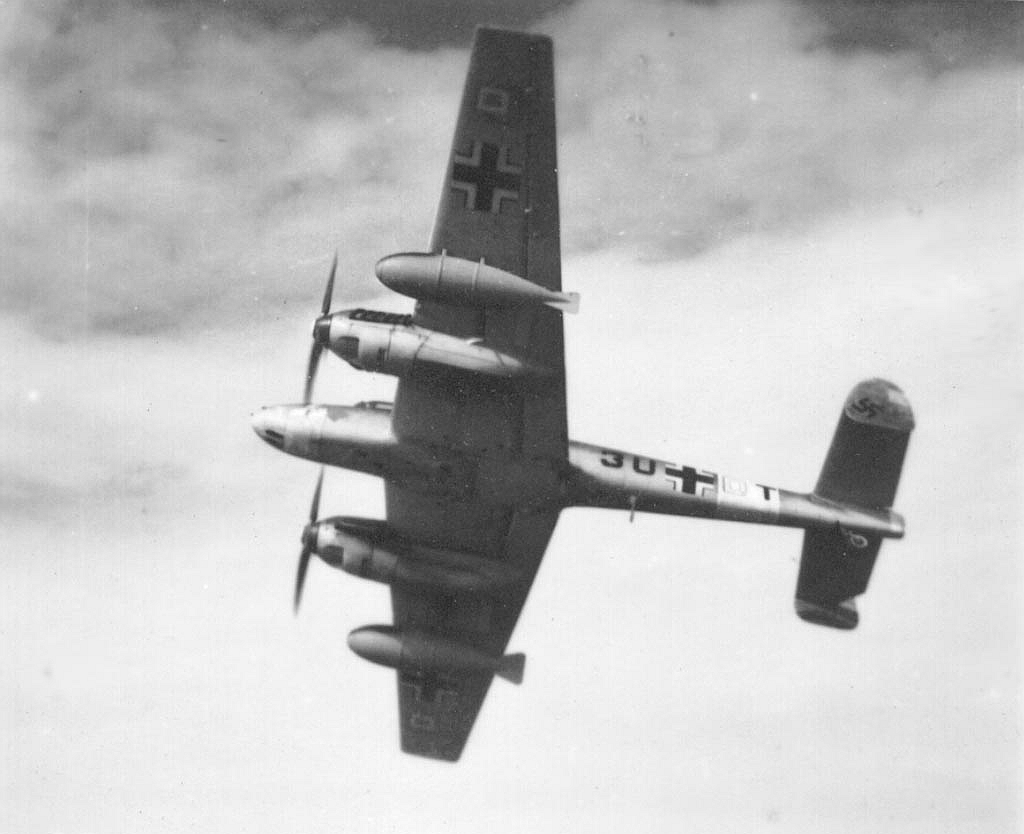
Német Bf 110 csatarepülő szerepben, a szárnyak alatt póttartályokkal, a Regia Aeronautica (olasz Királyi Légierő) felvételén

A Bf 110 a második Messerschmitt által tervezett és sorozatban gyártott vadászgép volt. A Birodalmi Légügyi Minisztérium (RLM) 1934-es tenderére készült, mint nagy hatótávolságú kísérő vadász és romboló (Zerströrer). Három prototípus épült DB 600-as motorral, melyek közül az első 1936. május 12-én repült először. A második prototípust a következő év elején adták át a Luftwaffénak csapatpróbára, ami vegyes érzéseket keltett a vezetőkben. Gyors volt egy relatívan nehéz kétmotoros géphez képest, ám az irányítása is nehéz volt, és a manőverező-képessége is alulmaradt a várthoz képest. Négy előszériás Bf 110A–0 lett rendelve, ám mivel a DB 600-as motorok használata viszonylag ritka volt 610 lóerős Jumo 210B motorokkal szerelték fel őket. Ezek alkalmatlansága nyilvánvalóvá vált, és ezek örökébe a 690 lóerős DB 600A motorok léptek, hogy próbákat hajthassanak végre rajtuk, a következő széria (Bf 110B–1) számára.
A spanyol polgárháború jó alkalmat kínált a típus hadrendben történő kipróbálására, de a helyzet hamarabb megoldódott, mint hogy a gépek elérték volna a bevethető állapotot. Ezért az első modell, ami aktív szolgálatot teljesített, a Bf 110C volt, mely jobb teljesítményt produkált a DB 601A motoroknak köszönhetően. Több változtatás is megjelent a gépen, mint például a manőverezhetőség érdekében lekerekített szárnyvégek és a kabintető módosítása a pilótafülkéből való jobb kilátás miatt. A Bf 110C 1939-ben lépett csapatszolgálatba, és több mint ötszáz gép érkezett még a Luftwaffe állományába még abban az évben. Néhányat kifejezetten vadászbombázó vagy felderítő feladatokra készítettek föl, de a Bf 110-est alapvetően a földi egységeket támadó gépként alkalmazták Lengyelország lerohanásakor. Ennélfogva egészen az angliai csatáig – ahol teljes egészében vadászgépként vetették be – nem is derültek ki a kapacitás terén mutatkozó hiányosságai.

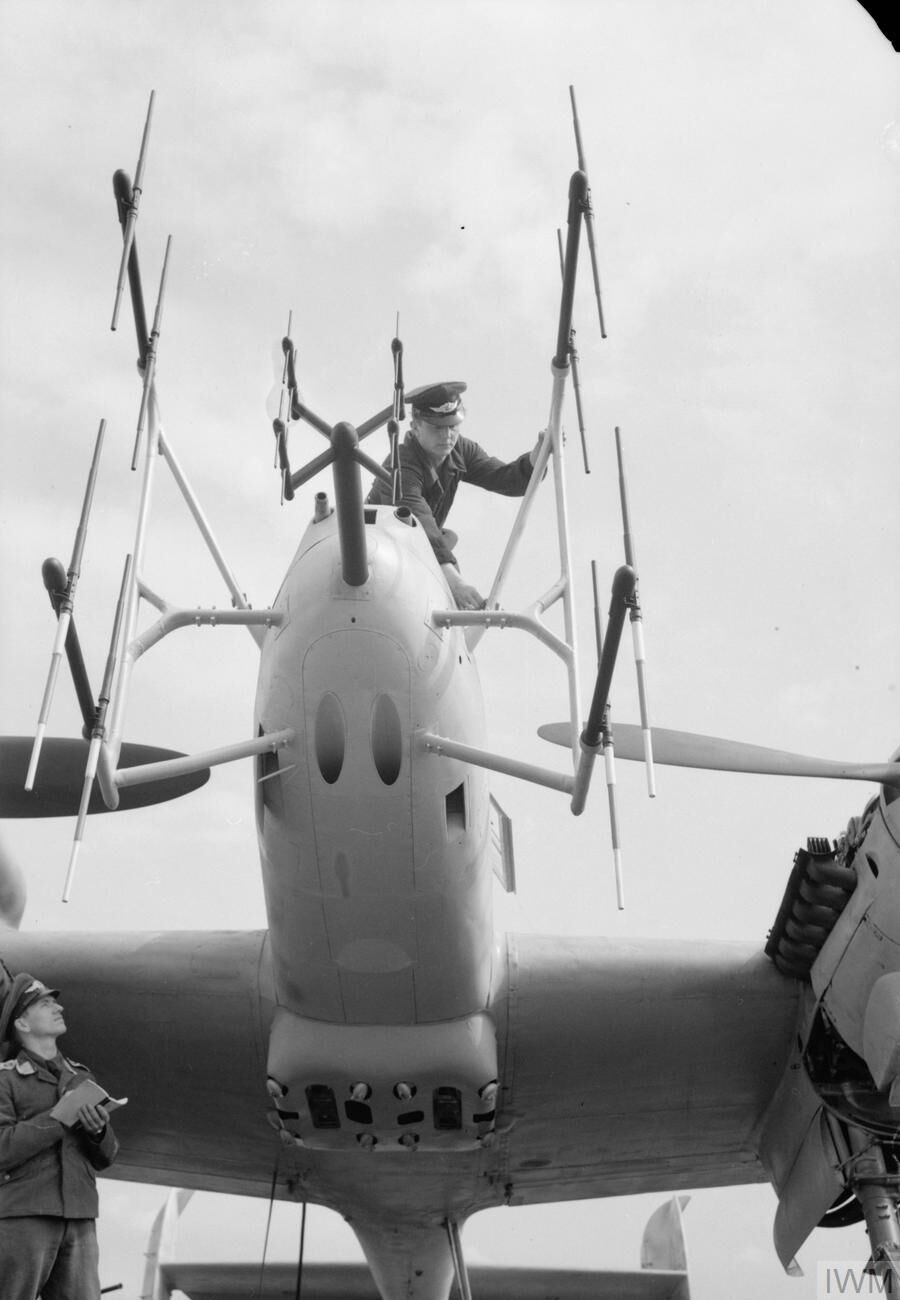
A Luftwaffe földi személyzete FuG 220 illetve FuG 202 (középen) Lichtenstein SN–2 éjszakai vadász elfogóradart szerel egy Messerschmitt Me 110G–4 orrában. A kép a háború után, 1945 augusztusában Grove repterén, Dániában készült, mielőtt a gépet Nagy-Britanniába küldték kutatási céllal

Az akkor elszenvedett súlyos veszteségek arra késztették a vezetőséget, hogy rendeljenek Bf 109-es vadászokat is a bombázó kötelékek oltalmazására. A C modell gyártása folytatódott – később 1200 lóerős DB 610N motorokkal lettek felszerelve –, azonban a legtöbb korábbi gép csak második vonalbeli feladatokat látott el, mint például a vitorlázórepülők vontatása. Hogy fokozzák a gép hatótávolságát, létrehozták a D szériát, amit vadászként (D–0 és D–1), és vadászbombázóként (D–2 és D–3) gyártottak, de a C és a D verziók 1941 derekán csak az észak-afrikai hadszíntéren és a keleti fronton voltak használatban.
A jóval sokoldalúbb E és F modell az év vége felé jelent meg, mely szériák részét képezi a rakétákat tüzelő F–2-es és az éjszakai vadász F–4-es is. Amikor a felváltására szánt Me 210-es típus bevetésre való alkalmatlanságára fény derült, a Bf 110 gyártása újra fellendült az F széria színre lépésével. Az előző szériák példáját követve ebből is készült éjszakai vadász típus, melyet 1475 lóerős DB 605B motorokkal, valamint két vagy négy 20 mm-es gépágyúval és négy 7,92-es géppuskával szereltek föl.
A három üléses Bf 110G–4/R–3 volt az első változat, melybe beépíthették a Lichtenstein SN–2 felderítő-radart. Főleg a nehezebb fegyverek hordozására való képesség miatt párhuzamosan gyártották a G szériával, és ez volt az utolsó gyártott modell. Az összes Bf 110-es típusból, beleértve az összes verziót, 6150 darab készült 1945-ig.
A modell a második világháború elején igen sikeres volt a lassú és gyenge fegyverzetű lengyel vadászokkal szemben, később Skandináviában és Franciaországban is jól teljesített. Az angliai csata során viszont lassúsága és rossz manőverezhetősége miatt súlyos veszteségeket szenvedett, az angol vadászrepülőgép-típusok messze felülmúlták.
A későbbi modelleket felderítőként, elfogóvadászként és vadászbombázóként alkalmazták. Kísérletek történtek éjszakai vadász változatokkal is, és ez hozta meg a típus reneszánszát. A radarral felszerelt Bf 110-esek jól teljesítettek; különösen megnövelte hatékonyságukat a később felszerelt két 20 mm-es gépágyú. A háború végére ebben a szerepkörben is elavulttá vált, ennek ellenére az utolsó napig szolgálatban maradt. Néhány példányt a Magyar Királyi Légierő is használt.

## Technikai adatok
- Hosszúság: 12,10 m
- Fesztávolság: 16,20 m
- Magasság: 4,13 m
- Személyzet: 2 fő

Bf 110C

- Motor: 2 db Daimler–Benz DB 601A, 809 kW (1100 LE)
- Sebesség: 562 km/h (7000 m-en)
- Fegyverzet: 2 db 20 mm-es Oerlikon MG FF gépágyú, 4 db 7,9 mm-es Rheinmetall MG 17 géppuska, 1 db 7,92 mm-es MG 15 géppuska
- Tömeg: 5150 kg (üresen); 6750 kg (max.)
- Csúcsmagasság: 10 000 m
- Hatótávolság: 1095 km